# 큰곰자리 47
큰곰자리 47(47 UMa)은 큰곰자리 방향으로 지구에서 약 46광년 떨어진 곳에 있는 항성이다. 큰곰자리 47은 유사 태양으로, 우리 태양과 비슷한 G형 주계열성이다. 2008년을 기준으로 이 별을 돌고 있는 외계 행성 두 개가 발견된 상태이다. 큰곰자리 47은 미국 항공 우주국의 지구형 행성 탐사 계획의 목표지 100곳 중 하나이다.

## 거리 및 관측
큰곰자리 47은 상대적으로 태양계에서 가깝다. 히파르코스 위성의 위치천문학적 자료에 의하면 큰곰자리 47의 시차는 71.04 밀리초각으로 14.1 파섹 거리에 있다. 겉보기 등급은 +5.03이며 날씨가 좋을 때 맨눈으로 볼 수 있다.

## 항성의 특징
큰곰자리 47의 질량은 태양과 비슷하나 중원소함량은 근소하게 더 높다(철의 함량이 태양의 110퍼센트임). 분광형은 G1V로 태양보다 약간 더 뜨겁다. 유효 온도는 5882 켈빈이다. 절대 등급은 +4.29로, 여기서 큰곰자리 47의 밝기가 태양보다 60퍼센트 큼을 알 수 있다.
태양과 마찬가지로 큰곰자리 47도 주계열성이다. 주계열성은 중심핵에서 핵융합 작용에 의해 수소를 태워 헬륨으로 바꾸는 단계에 있는 별이다. 채층 활동을 통해 큰곰자리 47의 나이를 계산하면 약 60억 살 정도가 나온다. 그러나 항성진화 모형에 의하면 이 별의 나이는 훨씬 더 늙은 87억 살 정도이다.

## 행성계
1996년 제프리 마시와 폴 버틀러는 큰곰자리 47에서 외계 행성 한 개를 발견했다고 공식 발표했다. 행성이 중력으로 항성을 당겨 항성의 시선 속도가 변화하는 것을 통해 행성의 존재를 증명했다. 시선 속도는 항성의 스펙트럼 내 도플러 효과를 통해 구한 것이다. 행성의 이름은 큰곰자리 47 b로 정해졌다. 이 행성은 이전 시점까지 발견된 행성들과 비교했을 때 긴 공전주기와 작은 이심률을 보이는 최초의 사례였다. 질량은 목성의 최소 2.62배이며 공전 주기는 1095일이다. 만약 이 행성을 우리 태양계에 대신 갖다 놓는다면 궤도는 화성과 목성 사이에 올 것이다.

태양계 행성들의 궤도 크기(파란색)와 큰곰자리 47 주위 행성들의 궤도(검은색)를 비교한 것.

2001년 히파르코스 위성이 큰곰자리 47 b의 궤도를 측정한 결과 b의 궤도경사각은 천구면에 대해 63.1도 기울어져 있었다. 만약 이 측정값이 정확하다면 행성의 질량은 목성의 2.9배일 것이다. 그러나 추가적인 분석을 통해 히파르코스 자료는 정확하지 않음을 알았고, 궤도경사각과 행성의 실제 질량은 불확실한 채로 남게 되었다.
2002년 데브라 피셔, 제프리 마시, 폴 버틀러가 두 번째 행성 큰곰자리 47 c를 발견했다. 발견 방법은 b와 같은 시선 속도법이었다. 피셔 연구진에 의하면 이 행성이 항성을 한 바퀴 도는 데는 2594일 걸린다. 이 값에 따르면 b와 c의 궤도공명비는 5:2로(이는 안쪽 행성이 항성을 다섯 바퀴 돌 동안 바깥쪽 행성은 두 바퀴를 돈다는 뜻이다), 우리 태양계의 목성:토성의 궤도공명비와 흡사하다(질량비도 비슷하다).
그러나 추가적 관측 결과 두 번째 행성의 존재를 증명하는 데 실패했다. 6900일 분량의 자료를 분석한 결과, 큰곰자리 47 c의 공전주기는 2500일이 아니라 7586일일 가능성이 더 크며, 이에 따르면 항성으로부터의 거리는 7.73 천문단위(이는 목성과 토성 중간 지점이다)가 된다. 그렇지만 천문학자들은 아직까지 c의 확실한 궤도요소값을 구하지 못한 상태이다. 반면 근거리 외계행성 목록에는 c의 공전주기가 2190일로 나와 있다. 이 값의 출처(피셔 연구진)가 불확실함에도 불구하고, 이 값에 의하면 b와 c의 궤도공명비는 2:1이 된다.
시뮬레이션을 통한 결과 큰곰자리 47 근처 생명체 거주가능 영역(생물권) 안쪽에 안정된 궤도를 갖는 지구형 행성이 존재할 가능성이 있었다. 그러나 생물권 바깥쪽은 큰곰자리 47 b의 중력 때문에 행성의 궤도가 안정되게 존속하지 못하는 것으로 밝혀졌다. 항성에서 2.5 천문단위 이내에 가스 행성이 있을 경우 암석 행성이 생겨나는 것을 방해하며, 암석 행성에 공급되는 물의 양을 감소시킬 가능성이 있다. 이는 큰곰자리 47에 암석 행성이 있더라도 그 크기는 작은데다 메말라 있을 가능성이 크다는 뜻이다. 지금까지 유라시아에서 가장 큰 70미터 유파토리아 행성 레이다를 이용, 큰곰자리 47을 향해 두 번의 METI 메시지가 발사되었다. 첫 번째 틴 에이지 메시지는 2001년 9월 3일 발사되었으며 2047년 7월에 큰곰자리 47에 도착할 것이다. 두 번째 메시지는 2003년 7월 6일 코스믹 콜 2라는 이름으로 발사되었고, 역시 47년 뒤인 2049년 5월에 큰곰자리 47에 도달할 것이다.
| 동반 천체 (가까운 천체순) | 질량 (MJ) | 공전주기 (일) | 공전궤도 반지름 (AU) | 이심률        |
| ------------------------- | --------- | ------------- | -------------------- | ------------- |
| b                         | >2.62     | 1095.0 ± 2.9  | 2.14                 | 0             |
| c                         | >0.460    | 2190 ± 460    | 3.39                 | 0.220 ± 0.028 |

## 큰곰자리 47이 등장하는 작품들
- 미국의 소설가 앨런 스틸의 작품 코요테 시리즈의 무대는 큰곰자리 47 b의 가상 위성 '코요테'이다.
- Leaf, Aquaplus의 투하트2 작중 등장인물인 루시 마리아 미소라(ルーシー・マリア・ミソラ, 루코 아름다운 하늘)는 큰곰자리 47 제3 행성 루(るー)에서 온 외계인이다.
- August의 컴퓨터 및 드림캐스트 게임 프린세스 홀리데이(Princess Holiday 〜転がるりんご亭千夜一夜〜)는 큰곰자리 47을 모델로 한 항성 '우르세 메이저리스(Ursae Majoris)' 주위를 도는 가상 행성 '심포니아'를 무대로 하고 있다.[16]

## 같이 보기
- 외계 행성이 확인된 항성 목록
- 유사 태양
- 지구형 행성 탐사기